# Champ de glace Sud de Patagonie
Le champ de glace Sud de Patagonie (en espagnol : Campo de Hielo Sur ou Campo de Hielo Patagónico Sur) est un champ de glace situé en Patagonie. Il se trouve sur la cordillère des Andes méridionale, à la frontière entre l'Argentine et le Chili.

## Géographie
Ce glacier possède une longueur de 350 kilomètres et se situe entre les latitudes 48° 20′ et 51° 30′ S. Il a une superficie de près de 16 800 km2, dont 14 200 km2 appartiennent au Chili et 2 600 km2 sont en territoire argentin. Il s'agit de la troisième calotte glaciaire au monde après l'Antarctique et le Groenland,.

Champs de glace Sud de Patagonie.

Statut frontalier.

## Histoire
Le champ de glace a été exploré durant l’été austral 1913-1914 par une expédition composée de Fedrerico Reichert, Cristóbal Hicken, Lucien Hauman et Juan Jörgensen dont le but était d’atteindre le fiord San Andrés (océan Pacifique) à partir du canal Témpanos (Lac Argentino). Entre 1928 et 1932, Alberto de Agostini entreprend d’explorer le versant oriental du champ de glace ainsi que sa partie nord-est. Harold William Tilman et Jorge Quinteros réalisent la première traversée d’ouest en est (du fiord Peel au glacier Perito Moreno) entre le 18 décembre 1955 et le 28 janvier 1956.
Les premières explorations aériennes ont été réalisées entre 1928 et 1929 par Gunther Plüschow et en 1943 par le gouvernement chilien qui photographie le champ de glace avec un avion militaire.